# Asplenium vittiforme
Asplenium vittiforme är en svartbräkenväxtart som beskrevs av Antonio José Cavanilles. Asplenium vittiforme ingår i släktet Asplenium och familjen Aspleniaceae. Inga underarter finns listade.